# Thysanaspis acalyptus
Thysanaspis acalyptus är en insektsart som beskrevs av Ferris 1955. Thysanaspis acalyptus ingår i släktet Thysanaspis och familjen pansarsköldlöss. Inga underarter finns listade i Catalogue of Life.